# 一飯教育
一飯教育（いっぱんきょういく）とは、茨城県にある住宅会社『株式会社ノーブルホーム』が、2007年3月より始めた社員教育活動。

家を建ててもらった顧客宅へあえて手土産を持たずに箸と茶碗を持って顧客宅へ訪問し食事を御馳走になりながら「顧客の本音」を聴くことで、社員の業務の改善やモチベーションの向上に繋がっている。

2008年、一飯教育（いっぱんきょういく）は発案者である官谷 浩志によって商標登録された（【登録番号】第5113765号）。

2009年、グッドデザイン賞を受賞している（受賞番号09E16006）。

## 概要

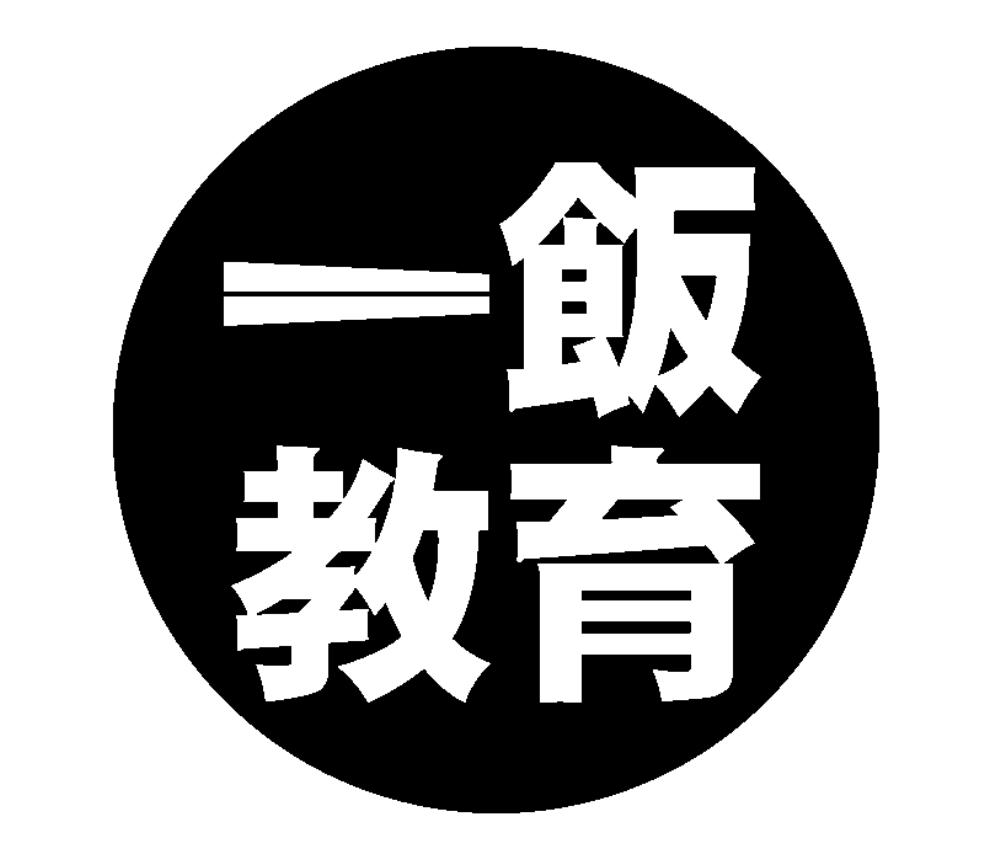
一飯教育ロゴマーク

ことわざ「一宿一飯の恩」と、一般教育の「一般」を語呂合わせして名付けられ、顧客から“一飯の恩”を受けながら、感謝の気持ちやサービス精神、マナー、顧客心理を学ぶという意味がある。

住宅の建築に携わった担当者達が入居後の家にあえて手土産を持たずに訪問し、晩御飯をご馳走になりながら顧客に本音を語って頂く。手土産を持って行かない理由は、『手土産を持って行ってしまうと、その分だけ気を使った話をされるだけで「顧客の本音」をいただくことが出来ない』と考えたから。

食事をご馳走になるという「分の悪い立場」を意図的に作ることで顧客が本音を話しやすい環境となる。ずっと言えないままだった“顧客の本音”を忌憚のない意見として聴き、そこから得られた“気付き”から仕事の改善テーマに役立てるという。

訪問後は、感想共有シートに伺った際に得た“気付き”を記入し全社員で共有している。

一飯教育のルールは以下の通り。

- 営業担当、現場監督、コーディネーターなど担当者が複数人で訪問する。
- 自分用の箸と茶碗を持参して伺う。
- 手土産は用意せず、手ぶらで訪問する。
- 手ぶらで訪問した代わりに、何らかのお礼をして帰ってくる。
- 出されたものは残さず食べる。

一飯教育の効果としては下記の事例が報告されている。

- 一緒に食卓を囲むとお互いの距離が近づきそれを機に親しいお付き合いをするようになり、そこから紹介が生まれ受注に繋がった。
- 食卓を囲みながら「住宅の施工中の社員の対応」や「契約先として選んだ理由」などを聴くことで“気付き”が得られ、業務の改善テーマとして今後の仕事に役立て社員の成長に繋がった。
- 顧客から「お礼の言葉」もらい、仕事への自覚が強まったりモチベーションが向上する効果が出た。
- 本来は言いづらい「不満」が言いやすい環境となり、顧客側がストレスを溜め込まなくなった。

テレビ東京『ワールドビジネスサテライト』（2007年9月17日放送分）では、一飯教育を新入社員教育に取り入れたことで、社員のモチベーションアップにつながっていると紹介されている。